# Euphorbia minuta
Euphorbia minuta là một loài thực vật có hoa trong họ Đại kích. Loài này được Loscos & J.Pardo mô tả khoa học đầu tiên năm 1863.